# 魏文斌
魏文斌（1965年4月—），男，中国眼科专家，首都医科大学附属北京同仁医院副院长、眼科主任，中国宋庆龄基金会常务理事。